# Nguyễn Đình Hùng
Nguyễn Đình Hùng là một tướng lĩnh Quân chủng Hải quân Việt Nam, hàm Chuẩn đô đốc. Ông hiện là Phó Tư lệnh Quân chủng Hải quân, Quân đội nhân dân Việt Nam